# Matsuura Aya Best 1
Albums de Aya Matsuura
X3
(2004) Naked Songs
(2006)
Singles
Aya Matsuura Best 1 ou Matsuura Aya Best 1 (松浦亜弥ベスト1) est le 1er album compilation de Aya Matsuura, ou son 5e album en tout, sorti en mars 2005.

## Présentation
L'album sort le 24 mars 2005 au Japon sous le label Zetima dans le cadre du Hello! Project, produit par Tsunku. Il atteint la 2e place du classement de l'Oricon. Il se vend à 66 524 la première semaine; et reste classé pendant 13 semaines, pour un total de 121 361 exemplaires vendus. Une édition limitée sort également, avec un livret et une carte de collection en bonus.
Contrairement aux autres compilations d'artistes du Hello! Project, il ne contient pas la totalité des singles de la chanteuse sortis à cette date, car les chansons présentes ont été choisies d'après les votes des fans. Sur les seize singles sortis, quatre chansons-titres ont été exclues : The Bigaku, The Last Night, Your Song: Seishun Sensei, et la dernière en date : Zutto Suki de Ii desu ka. En plus des douze titres sortis en singles, figurent la "face B" du single The Bigaku (I Know) et trois titres extraits des trois premiers albums sortis à cette date, dont un dans une nouvelle version. Les trois titres sortis en singles en 2004, Kiseki no Kaori Dance., Hyacinth et Watarasebashi (reprise de Chisato Moritaka), ne figurent que sur cette compilation.

## Liste des titres
Toutes les chansons sont écrites et composées par Tsunku, sauf titres N°8, 11 et 15 (voir indications).
| 1.  | ♡Momoiro Kataomoi♡ (♡桃色片想い♡)                                              | Yuichi Takahashi         | 4:23 |
| 2.  | Yeah! Meccha Holiday (Yeah！めっちゃホリデイ)                                  | Yuichi Takahashi         | 3:50 |
| 3.  | Love Namida Iro (LOVE涙色)                                                     | Cher Watanabe            | 4:18 |
| 4.  | Kiseki no Kaori Dance. (奇跡の香りダンス｡)                                     | Hideyuki "Daichi" Suzuki | 4:28 |
| 5.  | Nee? (ね〜え?)                                                                 | Takao Konishi            | 3:31 |
| 6.  | 100Kai no Kiss (100回のKISS)                                                   | Takao Konishi            | 4:38 |
| 7.  | Dokki Doki! Love Mail (ドッキドキ！LOVEメール)                                 | Yuichi Takahashi         | 4:32 |
| 8.  | Watarasebashi (渡良瀬橋 ; paroles de Chisato Moritaka, musique de Hideo Saitō) | Kōji Magaino             | 4:17 |
| 9.  | I know ("Face B" du single The Bigaku)                                         | Shin Kōno                | 4:42 |
| 10. | Egao ni Namida ~ Thank you! Dear My Friend ~ (笑顔に涙…; de First Kiss)        | Shin Kōno                | 4:50 |
| 11. | Hyacinth (風信子(ヒヤシンス) ; paroles et musique de Shinji Tanimura)          | Hisamasa Kojima          | 4:44 |
| 12. | Good Bye Natsuo (GOOD BYE 夏男)                                                | Hideyuki "Daichi" Suzuki | 4:20 |
| 13. | Tropical Koishiteru (トロピカ〜ル 恋して〜る)                                  | Cher Watanabe            | 4:41 |
| 14. | Navi ga Kowareta Ōjisama (Love Chance) (ナビが壊れた王子様…; de T.W.O)         | Takao Konishi            | 4:05 |
| 15. | Sōgen no Hito (Tsunku Mix) (草原の人(TSUNKU♂Mix) ; paroles de Kazue Katō)      | Hideyuki "Daichi" Suzuki | 5:13 |
| 16. | Kanōsei no Michi (2005 Version) (可能性の道(2005 Version) ; de X3)             | Shunsuke Suzuki          | 4:40 |